# Juan Sebastián Elcano
|  | Per a altres significats, vegeu «Juan Sebastián Elcano (A-71)». |

Juan Sebastián Elcano, també escrit Elkano (Getaria, Castella, 1486 / 1487 - oceà Pacífic, 4 d'agost de 1526), fou un explorador basc que va participar en la primera expedició que va fer la volta al món, la qual va encapçalar arran de la mort de Fernão de Magalhães.
Tot i que se sap que Elcano va fer la volta al món, les dades sobre Elcano són escasses. Elcano és objecte de gran polèmica historiogràfica per l'escassetat de fonts originals per conèixer la seva vida i el seu pensament. Per exemple, a Espanya les primeres biografies sobre ell es van començar a escriure a la segona meitat del segle xix, després de tres segles de buit.
Després del seu èxit, l'emperador li va confiar una altra gran expedició a les Illes de les Espècies encapçalada per un noble, García Jofre de Loaisa, que no va poder completar el seu objectiu. Elcano va morir a l'oceà Pacífic durant aquesta aventura.

## Nom
El nom d'Elcano s'ha escrit de diferents maneres al llarg de la historiografia. Encara que avui en basc s'utilitza Elkano, la seva signatura sembla ser Delcano, o possiblement Del Cano, tot i que és difícil de detectar. Santamaría demostra que la seva manca d'expertesa a l'hora de signar li fa crear buits entre lletres, per la qual cosa de vegades firmava "del ca no". El més habitual en la historiografia espanyola ha estat interpretar-lo com Del Cano (de Cano), però també com a Cano.
Tanmateix, prop de Getaria (avui entre Zarautz i Aia) hi ha el barri d'Elkano, la família o llinatge del qual es coneixia com Elkano o Elcano, per la qual cosa es podria dir que pertany a la família Elkano. Per això, posteriorment, s'ha utilitzat Elcano com a cognom en castellà i Elkano en basc, per indicar que era d'Elcano (del llinatge Elkano).
Mitxelena, al seu llibre Apellidos vascos, interpreta el cognom Elkano del basc. Entre els sufixos -ano i -no, aporta arguments per a aquest últim, per al sufix diminutiu. Proposa que la primera part del cognom sigui elge. Mitxelena reconstrueix la forma anterior d'aquest elge, i defensa que el cognom Elkano és un topònim i un cognom derivat de l'associació d'aquests dos morfemes. Existeix en diferents racons del País Basc com a topònim menor, però també com a poble.
J. Ignacio de Arana, per contra, considerava que el nom Elkano venia dels mots "elka" i "ano" o "año", que signifiquen respectivament "barriada, aldea" i "ombrívol, nuvolat, boirós, humit". Per tant, segons ell, el nom voldria dir "barri ombrívol o poc assolellat, aldea humida i plena de boira".

## Família
La mare de Juan Sebastián Elcano era Catalina del Puerto o Catalina Portu, el seu pare Domingo Sebastián Elcano. Se sap que Catalina, la mare d'Elcano, era viva a la mort d'Elcano, el testament del qual havia demanat a la seva arribada a Getaria (10 anys després de la mort d'Elcano) el que li corresponia legalment. Per exemple, va demanar al rei la pensió que s'havia promès a Elcano. També es coneix l'àvia d'Elcano, la mare de Catalina: Domenja Olazabal. Originàriament es creu que pertany a una família de nobles de la zona de Tolosa. També se sap que aquesta família materna, la dels Portu o Puerto, estava molt vinculada a l'església i als secretaris.
Catalina va tenir vuit fills, i Elcano seria el quart. El seu primer fill va néixer l'any 1481. Més tard naixeria la seva filla Catalina, que es casaria amb Rodrigo de Gainza i tindria un fill. Després va venir Domingo Elcano. Aquest va prendre el nom del seu pare i seria sacerdot a Getaria. Juan Sebastian era el quart germà. I després d'ell quatre germans més: Martín Pérez, Otxoa Martínez, Inés i Antton Martínez. Com que aquests tres darrers (Martín Pérez, Antón Martínez i Otxoa Martínez) també eren mariners, embarcarien amb Elcano en la segona expedició a les Moluques. Sembla que Elcano també tenia una germanastra, María, filla il·legítima de Domingo.
Elcano va deixar dos fills. Va tenir un fill amb Mari Hernández de Hernialde, Domingo Elcano, a Getaria. Va tenir una altra filla amb una dona anomenada Maria Bidaurreta, anomenada també Maria (Elcano), nascuda a Valladolid.
En el testament, va llegar 100 ducats a la mare del seu fill, María Hernández de Hernialde. A la filla que va tenir amb María Bidaurreta va tornar a prometre 40 ducats, però va condicionar aquesta quantitat a que la seva descendència vingués a viure a Getaria abans dels 4 anys.

### Situació social familiar i situació econòmica
Es creu que, econòmicament, els Elcano van formar una família de transportistes-comerciants marítims. Potser ja cotitzaven al Mediterrani. La propietat d'un vaixell gairebé es pot donar per feta per la quantitat d'impostos pagats per la família l'any 1500.
Tanmateix, s'ha dit tot sobre la propietat familiar. Algunes fonts diuen que eren de famílies nobles, altres diuen que eren pobres. Al segle xix, per exemple, es deia que la família Elcano era una família noble. Però aquesta és una afirmació qüestionable. Elcano va demanar al rei el dret a portar les armes, un dret propi dels nobles, i els seus germans el van acompanyar en la següent expedició. Així doncs, els Elcano, almenys per part del seu pare, no eren ni nobles ni hidalgos, i probablement els Portus tampoc no eren nobles, per part de la mare. Tanmateix, la família Olazabal per part de l'àvia pot haver estat hidalgos, però com que la noblesa no s'heretava per dona, els Portus (Catalina, filla de Domenja) no serien hidalgos i molt menys els Elcanos (néts de Domenja).
Fernandez de Navarrete afirma que, a més de pescador i mariner, Elcano va actuar com a contrabandista a bord amb França, però no es donen fonts originals que ho confirmin. D'altra banda, algunes biografies en sentit contrari assenyalen que la família Elcano va viure dificultats econòmiques perquè el seu pare va morir jove i la seva mare va haver de mantenir vuit germans. Tanmateix, aquesta afirmació sobre el seu estat de pobresa és infundada.
Com consta en la documentació, quan Elcano tenia uns 14 anys l'any 1500, hi havia una gran tributació a Getaria en la qual el pare Domingo Elcano apareix en la tretzena posició (23 morabatins i mig) dels que pagaven més diners. Sembla, doncs, que eren força solvents econòmicament, ja que són llistats entre les famílies més riques de la vila.
A més, el document reial que li atorga l'indult diu que quan Elcano era molt jove fent de mercader a la Mediterrània, era propietari d'un gran vaixell. Posseïa, per tant, un vaixell de 200 tones. Això també indicaria que tenien, almenys, certa solvència econòmica o capacitat d'endeutament.
Tanmateix, Elcano es va fer ric amb la volta al món guanyant 613.250 morabatins. Va ser una fortuna immensa, una quantitat equivalent al sou d'un pilot de mar durant 20 anys, en comparació amb els 23 morabatins que pagava el seu pare en impostos municipals. D'aquella fortuna, 104.526 morabatins li corresponien com a sou de mestre i capità, mentre que la resta -la major part- es guanyava amb la venda del clau portat en propietat de les Moluques.

## Biografia

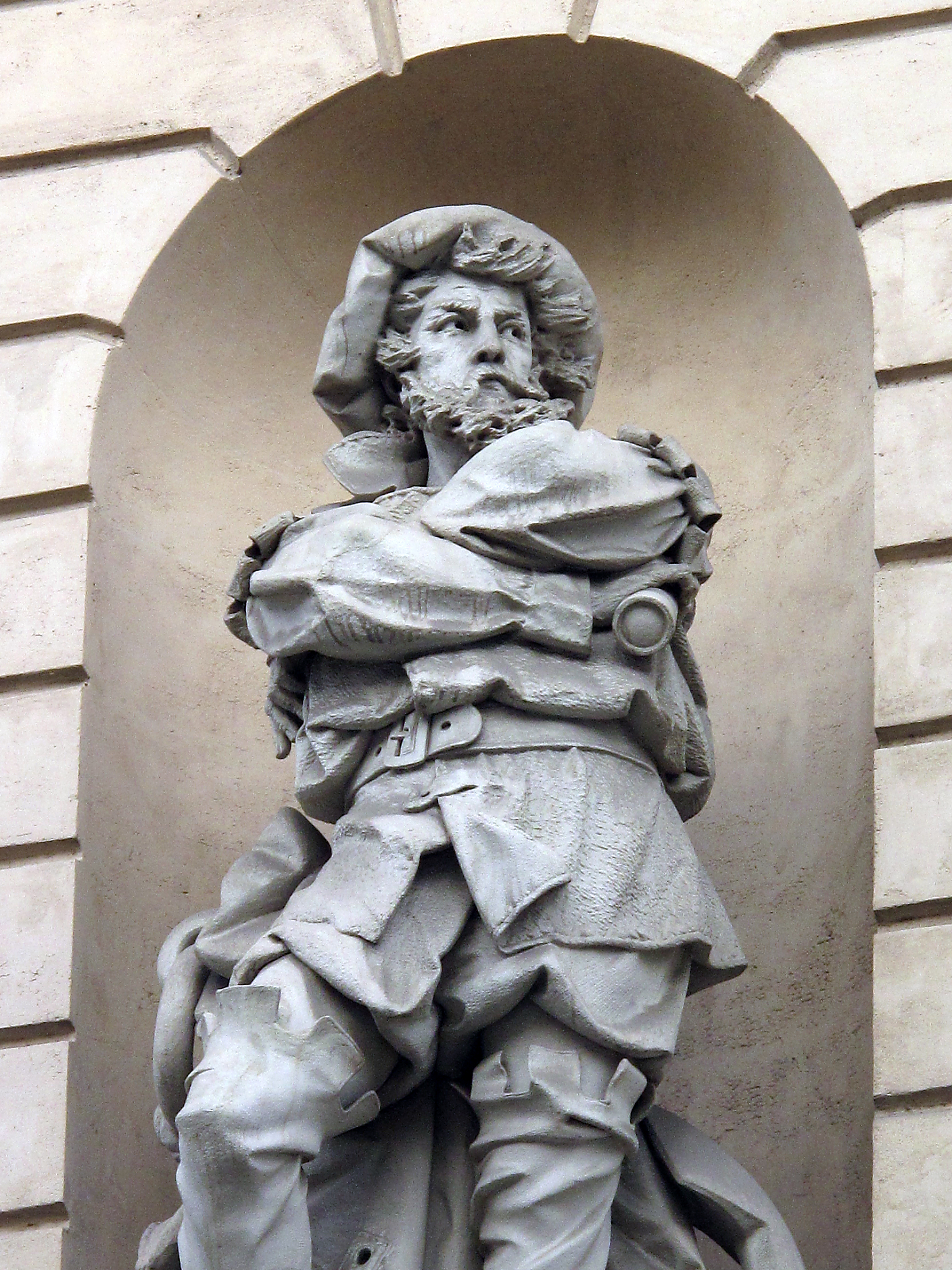
Estàtua d'Elcano, de Francesc Font, a la Casa Olano del passeig de Gràcia de Barcelona

Nascut a Getaria, Euskadi, el 1476, era fill de Catalina del Puerto i Juan Domingo Elcano. Des de molt jove s'enrolà en vaixells pesquers i comercials, per la qual cosa adquirí una gran experiència marinera. El 1509 formà part de l'expedició militar contra Alger que fou dirigida pel cardenal Francisco Jiménez de Cisneros. A la tornada s'establí a Sevilla, i fou allà on tingué coneixement del projecte que estava preparant el mariner portuguès Fernão de Magalhães per descobrir una ruta a les Índies per Occident, a través d'un pas o estret pel sud d'Amèrica i que portés a les illes de les Espècies sense necessitat de vorejar el continent africà ni travessar dominis portuguesos.
Va ser així com el 1519 Elcano s'allistà a l'expedició de Magalhães com a contramestre de la nau Concepción, una de les cinc que componien l'esquadra.

### Primera circumnavegació al globus

#### El viatge sota el comandament de Magalhães
L'expedició havia salpat de Sevilla el 10 d'agost de 1519 amb cinc naus, capitanejada per Fernão de Magalhães. Descendint pel Guadalquivir van arribar fins a Sanlúcar de Barrameda, on durant unes setmanes acabaren de fer els darrers preparatius i arreglar altres assumptes. Finalment partiren el 20 de setembre amb la intenció de trobar el pas marítim cap als territoris de les Índies Orientals i buscar el camí que, recorrent sempre mars controlats per Castella, segons el Tractat de Tordesillas, arribava fins a les illes de les Espècies, el que era l'anomenada ruta cap a l'oest, que ja havia buscat Colom.

### Elcano passa a ser el capità

Mapa de el primer viatge de circumnavegació mundial (10 d'agost de 1519 - 8 de setembre de 1522).

Després de la mort de Magalhães, a les Filipines, el 1521 durant un enfrontament amb els indígenes, Elcano es va posar al comandament de la flota. Amb l'ajut de dos pilots malais capturats a la vora de Mindanao, la flota arribà (8 de novembre) a Tidore, a les Moluques, on fou iniciat un bescanvi comercial entre els soldans locals i la flota castellana (novembre-desembre). Tanmateix, part dels expedicionaris fugiren en assabentar-se que una flota portuguesa els perseguia. Aleshores Elcano assumí el comandament de l'expedició, la qual, en arribar a Timor, completà l'operació comercial (febrer del 1522). El viatge de tornada fou molt penós. Passaren el cap de Bona Esperança el 6 de maig, vorejant l'Àfrica per rutes conegudes i tenint així la possibilitat de proveir-se d'aigua potable durant el viatge i el 9 de juny tocaren a les illes de Cap Verd, el governador portuguès de les quals empresonà dotze tripulants; els altres fugiren cap a Sanlúcar de Barrameda, on arribaren el 6 de setembre de 1522 amb la nau Victoria i 17 supervivents. Això va constituir l'assoliment d'una fita imponent: la circumnavegació de la Terra.

#### Supervivents de l'expedició
| Aquests divuit homes tornaren a Sanlúcar de Barrameda en la nau Victoria el 1522 i la inscripció és posada a la façana del seu ajuntament. |                  |
| Nom | Càrrec           |
| Juan Sebastián de Elcano, de Getaria | Capità           |
| Francisco Albo, d'Àxios | Pilot            |
| Miguel de Rodes | Pilot            |
| Juan de Acurio, de Bermeo | Pilot            |
| Antonio Pigafetta, de Vicenza | Sobrecàrrec      |
| Martín de Yudícibus, de Savona | Mariner          |
| Hernando de Bustamante, de Mérida | Mariner i barber |
| Nicolás el Griego, de Nàuplia | Mariner          |
| Miguel Sánchez, de Rodes | Mariner          |
| Antonio Hernández Colmenero, de Huelva | Mariner          |
| Francisco Rodriguez, portuguès de Sevilla                                                                                                  | Mariner          |
| Juan Rodríguez, de Huelva | Mariner          |
| Diego Carmena Gallego, de Baiona | Mariner          |
| Hans d'Aquisgrà | Canoner          |
| Juan de Arratia, de Bilbao | Grumet           |
| Vasco Gómez Gallego el Portuguès, de Baiona                                                                                                | Grumet           |
| Juan de Santandrés, o de Santander, de Cueto                                                                                               | Grumet           |
| Juan de Zubileta, de Barakaldo | Patge            |

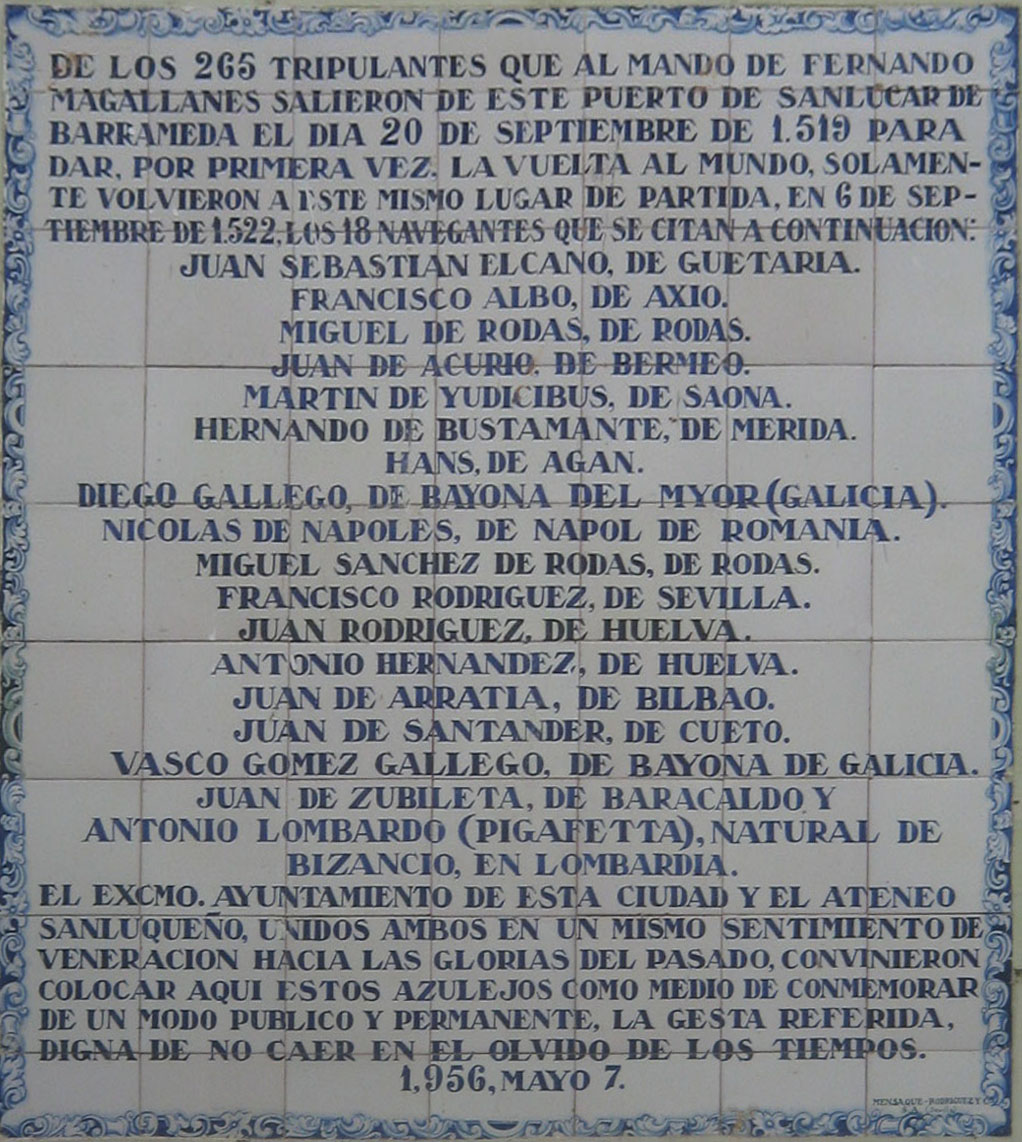
Inscripció que hi ha a l'Ajuntament de Sanlúcar de Barrameda, amb els noms dels supervivents que completaren la volta al món.

El rei Carles I d'Espanya li va concedir un sou vitalici de 500 ducats d'or i, com a escut, una esfera del món amb la llegenda en llatí Primus circumdedisti me ("Vas ser el primer que em vas donar la volta").
Va morir el 4 d'agost de 1526, mentre prenia part en l'expedició de García Jofre de Loaisa a les illes Moluques per tal de prendre i colonitzar les illes Moluques, riques en espècies, la propietat les quals es disputaven les corones de Castella i Portugal.

## Reconeixement
- En honor seu el vaixell escola de l'Armada Espanyola duu el seu nom. A la seva família se li va concedir el marquesat de Buglas a l'illa Negros, a les Filipines.[25]
- El think tank Reial Institut Elcano també pren el seu nom del navegant basc.
- Un cap situat a la part sud-oest de la petita Illa d'Amsterdam, en les coordenades geogràfiques 37° 52′ 20.91″ S, 77° 32′ 10.65″ E / 37.8724750°S,77.5362917°E, rep el nom de Cap Elcano.